# Prošek (víno)

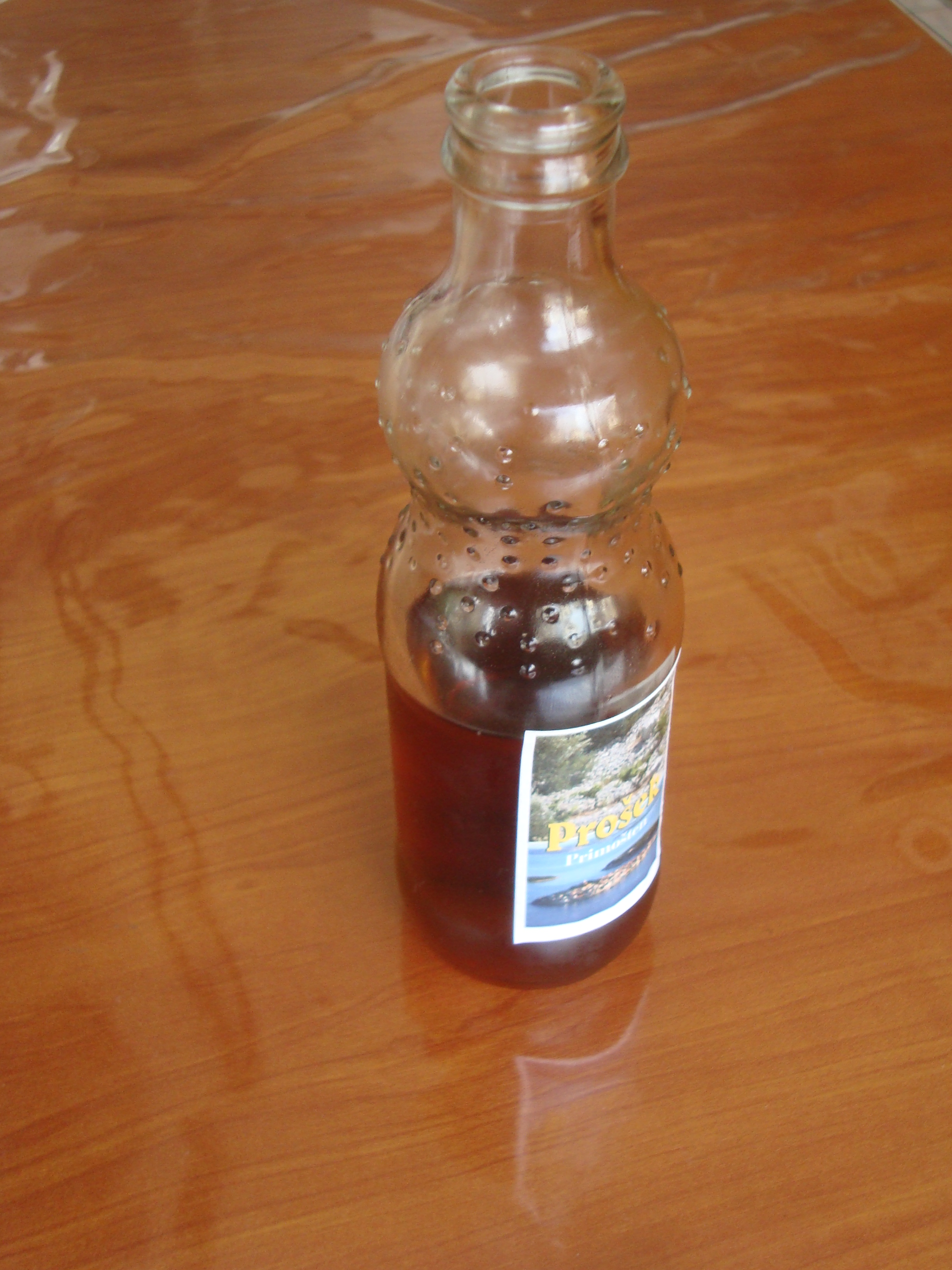
Lahev prošku

Prošek je tradiční sladké chorvatské víno dezertního typu, které je vyráběné ze seschlých bobulí vinné révy několika místních odrůd. Název pochází z italského slova prosecco, což znamená předsušený.

## Historie a výroba
Podle legendy si toto víno oblíbil římský císař Dioklecián, když roku 303 abdikoval a odešel na odpočinek do paláce ve Splitu.
V současné době nejsou výrobní postupy ani charakteristika vína standardizované (to by se ale mělo v nejbližších letech měnit), takže společným jmenovatelem zůstává jen použití dalmatských odrůd a dosušování bobulí na slunci. Ze zhruba 150 nejrozšířenějších odrůd je k výrobě prošku doporučováno asi 10. Z bílých to jsou grk, maraština, pošip vugava a prč. Z červených pak babić, glavinuša, lasina a plavac mali.

## Charakter a kvalita vína
Barva prošku bývá nejčastěji medová, bronzová nebo tmavě žlutá.
Z tuzemských produktů by teoreticky bylo možné srovnání se slámovými víny, která jsou také vyráběna z dosušovaných bobulí, ale dílčí rozdíly ve výrobě i pěstování vedou k odlišnému charakteru výsledného produktu. Obsah kyselin u našich slámových vín bývá výrazně vyšší (chladnější podnebí, pomalé sušení ve stínu), stejně jako obsah zbytkového cukru. Ten je naopak u prošku z větší části přeměněn na alkohol (kolem 15 % oproti obvyklým 6–10 % našich vín slámových). Zbytkový cukr u prošku bývá velmi variabilní, ale u exportovaných vín se pohybuje mezi 30–50 gramy na litr (zhruba 5× méně než u vín slámových). Rozdíl v charakteru může souviset i se značným rozptylem kvality, který je daný nestandardizovanou produkcí a v Chorvatsku velmi rozšířenou domáckou výrobou.
Prošek je vhodné podávat chlazený na 8–10 °C (nezávisle na barvě vína), někdy se doporučuje i dekantace. Vhodný je jako digestiv, případně jen tak, servírovaný s plátkem citronu nebo pomeranče.